# Schobergruppe
Die Schobergruppe ist eine Gebirgsgruppe der Zentralen Ostalpen. Sie befindet sich in österreichischen Bundesländern Kärnten und Tirol und südlich des Alpenhauptkamms. Namensgebender Gipfel ist der markante Hochschober, höchster Gipfel ist das Petzeck mit einer Höhe von 3283 m ü. A.. Sie umschließt hufeisenförmig das Debanttal und ist durch das Peischlachtörl von der nördlich gelegenen Glocknergruppe getrennt. Größere Teile der Schobergruppe sind Teil des Nationalparks Hohe Tauern.
Die Schobergruppe zählt mit einer Größe von knapp über 400 km² zu den kleinsten Gebirgsgruppen der Ostalpen nach der Einteilung des Alpenvereins, unterscheidet sich jedoch deutlich von ihren Nachbar-Gruppen. Das Hochgebirge besteht vor allem aus Paragesteinen des Altkristallins, insbesondere Glimmerschiefer und Paragneis. Ihr Aussehen ist geprägt von meist dicht gedrängten Gipfeln ähnlicher Höhe aus rötlichem oder bläulichem Gestein, die mit ihren markanten Graten zahlreiche Karseen umschließen. Eine Vergletscherung ist kaum ausgeprägt. Die Schobergruppe ist touristisch nur mäßig frequentiert. 

## Begriffsgeschichte
Konzept und Name der Schobergruppe wurde 1845 von Adolf Schaubach in seinem Standardwerk Die Deutschen Alpen als Glockner-Schobergruppe eingeführt, die neben der Schobergruppe auch die Glockner- und Granatspitzgruppe umfasste. Den Namen wählte Schaubach nach dem Hochschober, dem seiner Ansicht nach höchsten Berg südlich des Peischlachtörls. Als Carl Sonklar 1866 die Gebirgsgruppe der Hohen Tauern einführte, übernahm er auch die Schobergruppe von Schaubach als nunmehr eigenständige Untergruppe.

## Lage und benachbarte Gebirgsgruppen
Im Westen der Gruppe verläuft das Kalser Tal und das Iseltal mit der Felbertauernstraße, im Süden befindet sich Lienz, die Bezirkshauptstadt von Osttirol und im Osten verläuft das Mölltal mit der südliche Zufahrt zur Großglockner-Hochalpenstraße.
Die Schobergruppe grenzt an die folgenden anderen Gebirgsgruppen der Alpen:
- Glocknergruppe (im Norden)
- Goldberggruppe (im Osten)
- Kreuzeckgruppe (im Südosten)
- Gailtaler Alpen (im Süden)
- Villgratner Berge (im Südwesten)
- Granatspitzgruppe (im Nordwesten)

## Gipfel
Sämtliche benannte Dreitausender in der Schobergruppe:
- Petzeck 3283 m ü. A.
- Roter Knopf 3281 m ü. A.
- Großer Hornkopf 3251 m ü. A.
- Hochschober 3242 m ü. A.
- Glödis 3206 m ü. A.
- Kleiner Hornkopf 3194 m ü. A.
- Kruckelkopf 3181 m ü. A.
- Kristallkopf 3160 m ü. A.
- Hoher Klammerkopf 3155 m ü. A.
- Östlicher Klammerkopf 3153 m ü. A.
- Großer Friedrichskopf 3134 m ü. A.
- Westlicher Klammerkopf 3126 m ü. A.

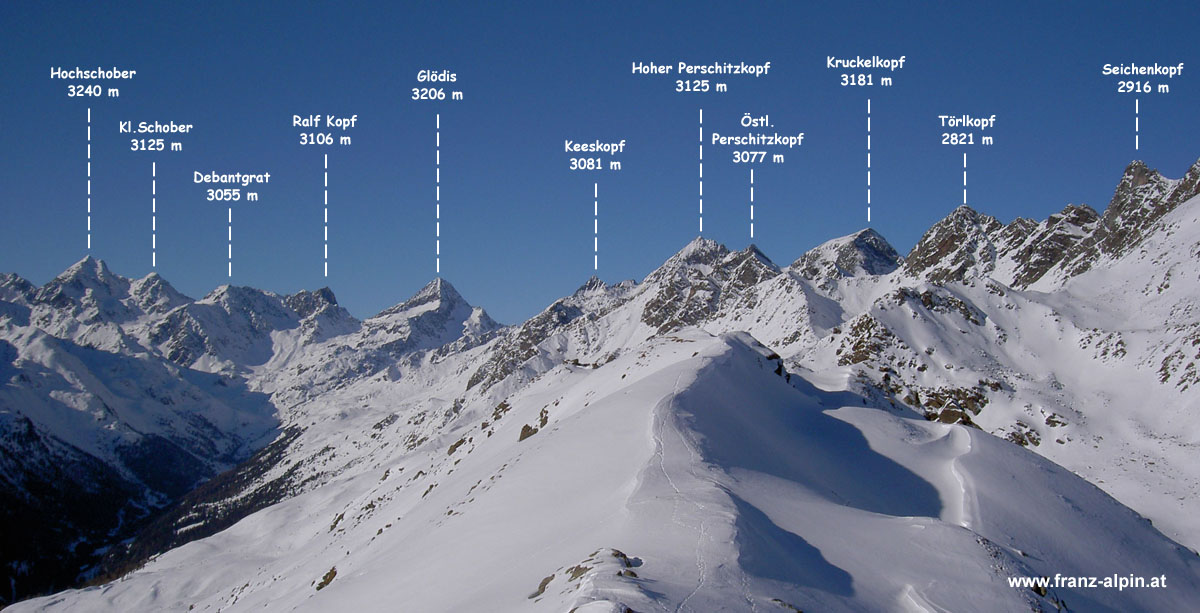
Die Schobergruppe vom Straßboden, links das Debanttal.

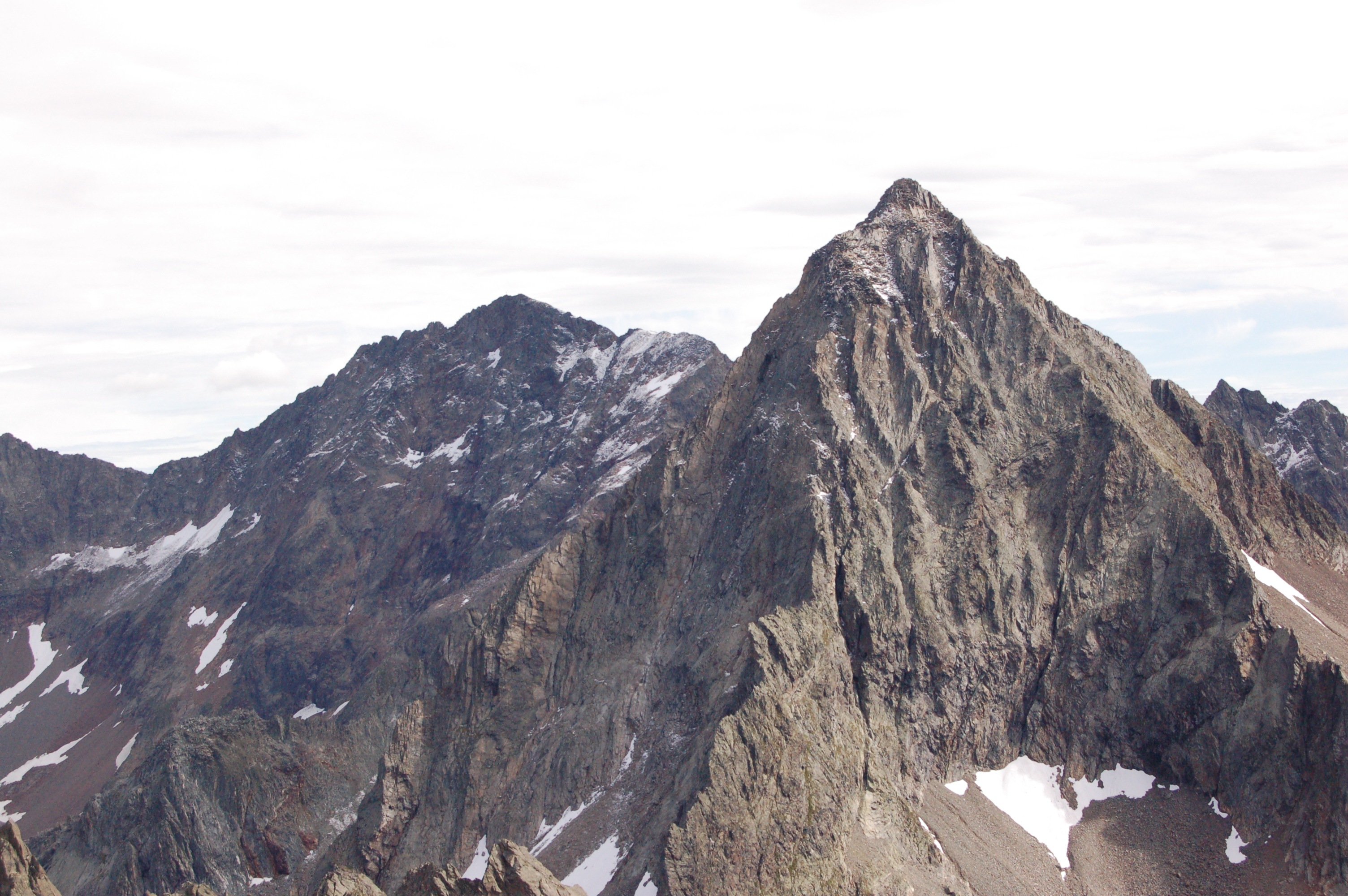
Glödis, ein markanter Karling

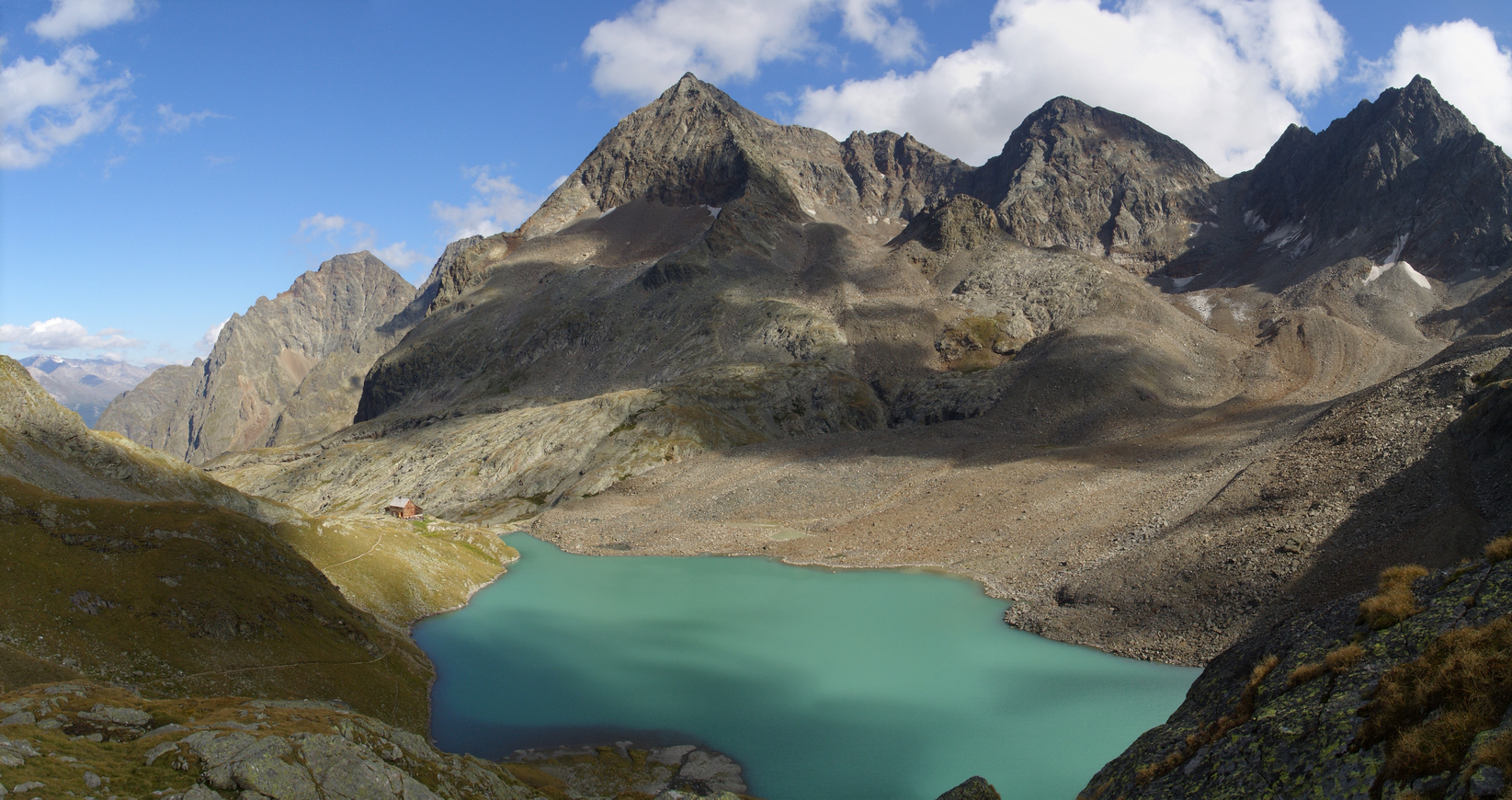
Gradensee mit Petzeck

- Westlicher Niederer Klammerkopf 3125 m ü. A.
- Hoher Perschitzkopf 3125 m ü. A.
- Böses Weibl 3119 m ü. A.
- Kleinschober 3119 m ü. A.
- Südlicher Klammerkopf 3117 m ü. A.
- Nördliche Talleitenspitze 3115 m ü. A.
- Karlkamp 3114 m ü. A.
- Südliche Talleitenspitze 3113 m ü. A.
- Hoher Seekamp 3112 m ü. A.
- Mittlerer Niederer Klammerkopf 3108 m ü. A.
- Ralfkopf 3106 m ü. A.
- Ganot 3102 m ü. A.
- Kreuzkopf 3102 m ü. A.
- Gössnitzkopf 3096 m ü. A.
- Leibnitzer Rotspitzen max. 3096 m ü. A.
- Georgskopf 3090 m ü. A.
- Ruiskopf 3090 m ü. A.
- Hohes Beil 3086 m ü. A.
- Keeskopf 3081 m ü. A.
- Hoher Bretterkopf 3078 m ü. A.
- Niedrigster Klammerkopf 3076 m ü. A.
- Hoher Prijakt 3064 m ü. A.
- Kleiner Friedrichskopf 3059 m ü. A.
- Niederer Prijakt 3056 m ü. A.
- Debantgrat 3055 m ü. A.
- Alkuser Rotspitze 3053 m ü. A.
- Gridenkarköpfe max. 3031 m ü. A.
- Kögele 3030 m ü. A.
- Brentenköpfe max. 3019 m ü. A.
- Mittlerer Bretterkopf 3018 m ü. A.
- Tschadinhorn 3016 m ü. A.
- Vorderer Bretterkopf 3001 m ü. A.

## Hütten
- Adolf-Noßberger-Hütte
- Elberfelder Hütte
- Gernot-Röhr-Biwak
- Gössnitzkopf-Biwak
- Hochschoberhütte
- Lienzer Hütte
- Wangenitzseehütte
- Winklerner Hütte

## Karten
- Alpenvereinskarte 41 Schobergruppe. Deutscher Alpenverein: München 2005, ISBN 3-928777-12-2.